# Friedrich Christoph von Saldern
Friedrich Christoph von Saldern (né le 2 janvier 1719 à Plattenburg in der Prignitz et mort le 14 mars 1785 à Magdebourg) est un général prussien et théoricien de la guerre.

## Biographie

### Origine, début de carrière militaire
Friedrich Christoph Saldern est issu de l'ancienne famille noble de Basse-Saxe von Saldern (de). À sa naissance en 1719, son père Otto Ludolph von Saldern (né le 26 juin 1686 et mort le 5 avril 1753) est commandant de bataillon à Colberg, sa mère est Lucrezia Tugendreich von Holtzendorf (1700-1728). Après sa mort, son père épouse Sophie Wilhemine von Sack (de) (1709-1780), la fille du commandant de Colberg Siegmund von Sack (de).
Saldern entre dans l'armée à Stettin en 1735 comme enseigne dans le 8e régiment d'infanterie du prince d'Anhalt-Zerbst, père de l'impératrice russe Catherine II, et est affecté au Géants, le régiment des gardes prussiens, à Potsdam en 1739 à cause de sa taille. Lorsque celui-ci est dissous au cours de l'accession au trône de Frédéric II la même année, il rejoint le deuxième bataillon du nouveau régiment de la Garde en tant que premier lieutenant.

### Participation aux guerres de Silésie

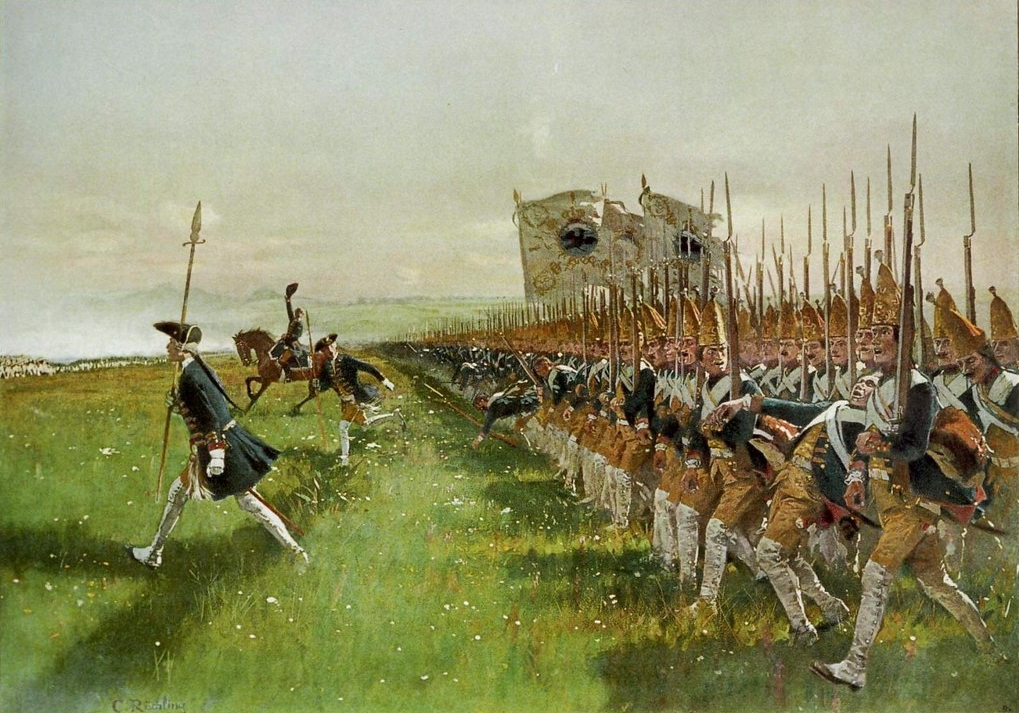
Bataille de Hohenfriedeberg, attaque par le bataillon prussien des granadiers de la Garde, 4 juin 1745, peinture d'histoire de Carl Röchling (1855–1920)

Friedrich Saldern participe à la première guerre de Silésie (1740-1742) et reçoit ensuite le commandement d'une compagnie. Après la seconde guerre de Silésie (1744-1745), où la compagnie de Saldern prend part au siège de Prague et aux batailles de Hohenfriedeberg et de Soor, il est promu major en 1749.

### Guerre de Sept Ans
Il combat dans presque toutes les batailles de la guerre de Sept Ans, avec distinction notamment à Leuthen et Hochkirch, et obtient le grade de général de division lors de la marche de Saxe vers la Silésie pour relever Neisse. Toujours à Liegnitz et Torgau en 1760, il fait ses preuves avec courage et expérience de la guerre. La même année, il devient commandant du 6e régiment de grenadiers de la Garde, l'ancien régiment royal des "Géants" de Frédéric-Guillaume Ier. Lorsque Frédéric II lui ordonne de piller le château d'Hubertsbourg en février 1761, Saldern désobéit à l'ordre et tombe en disgrâce jusqu'à la fin de la guerre. L'histoire de la désobéissance honorable aux ordres devant Hubertsbourg est également attribuée à Johann Friedrich Adolf von der Marwitz (de), dont l'épitaphe est devenue la devise des auteurs des attentats du 20 juillet 1944.

### Inspecteur de l'armée et gouverneur de Magdebourg, dernières années
En 1763, Saldern se voit confier le poste d'inspecteur de l'armée pour Magdebourg et l'Altmark et gouverneur de Magdebourg. En 1766, Frédéric II le nomme lieutenant général et lui décerne l'ancien régiment de Brunswick et l'ordre de l'Aigle noir. Saldern fait preuve d'excellence dans la formation tactique des troupes, si bien qu'il gagne toujours la reconnaissance particulière de Frédéric le Grand lors des manœuvres d'automne. En 1781, il publie son ouvrage "Taktische Grundsätze und Anweisungen zu militärischen Evolutionen" (Principes tactiques et instructions relatives aux évolutions militaires) et trois ans plus tard son manuel "Taktik der Infanterie" (Tactique de l'infanterie). En tant que directeur de l'école d'inspection de Magdebourg, il encourage de jeunes officiers, dont le futur général d'infanterie Ernst von Rüchel, réformateur de l'enseignement militaire prussien et co-perdant de la bataille d'Iéna le 14 octobre 1806. Saldern meurt le 14 mars 1785 dans sa garnison de Magdebourg.

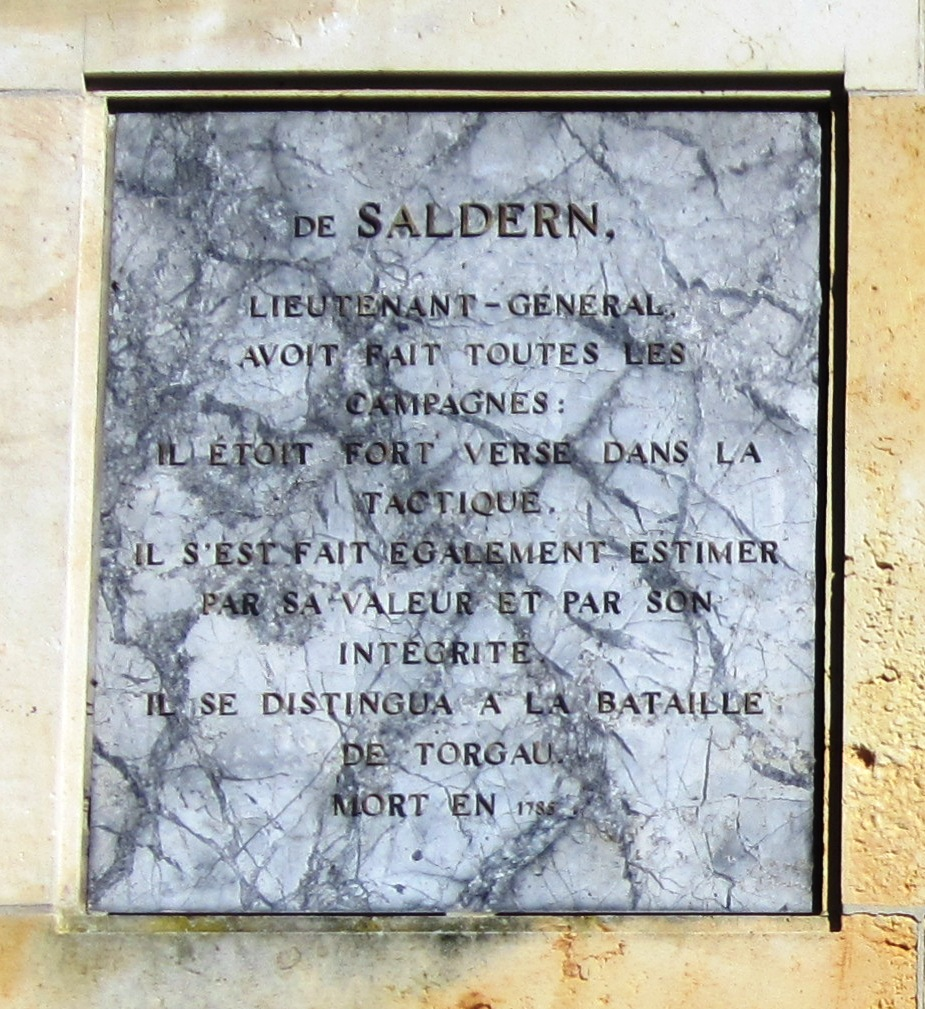
Plaque commémorative pour Saldern sur l'obélisque de Rheinsberg

Le prince Henri de Prusse lui dédie une plaque sur son obélisque de Rheinsberg.

## Influence
La «tactique de Saldern» développée par Saldern est tenue pour responsable de la défaite de l'armée prussienne lors de la bataille d'Iéna (1806).

## Travaux
- Taktische Grundsätze und Anweisung zu militairischen Evolutionen (Frankfurt/Leipzig 1781)
- Taktik der Infanterie (Dresden 1784)

## Famille
Saldern se marie trois fois. Le 1er juin 1748, il épouse Sophie Antoinette Katharina von Tettau (1720-1759), dame de compagnie de la reine Élisabeth-Christine et fille du lieutenant-brigadier Carl von Tettau. Sa deuxième épouse est Wilhelmine von Borcke (de) (née le 6 avril 1742 et morte le 15 mai 1766), fille du ministre hessois Friedrich Wilhelm von Borcke (de). Le couple se marie le 5 janvier 1763. Après son décès, il épouse sa sœur Helene Bernhardine von Borcke (née le 1er mai 1743 et morte le 5 mai 1831) le 22 novembre 1767. Saldern a deux enfants qui meurent avant lui,.